# Lijst van spelers van FC Wacker Innsbruck
Deze lijst omvat voetballers die bij de Oostenrijkse voetbalclub FC Wacker Innsbruck spelen of gespeeld hebben, of bij een van de voorgangers van de club, te weten FC Wacker Innsbruck en/of FC Tirol Innsbruck. De spelers zijn alfabetisch gerangschikt.

## A
- Şefik Abalı
- Johannes Abfalterer
- Christian Ablinger
- Tomáš Abrahám
- Christian Aflenzer
- Olumuyiwa Aganun
- Markus Aichner
- Hannes Aigner
- Benedict Akwuegbu
- Marcus Anfang
- Alfred Arthur
- Robert Auer

## B
- Andreas Bammer
- Zoran Barisić
- Michael Baur
- Iñaki Bea
- Mario Been
- Gerold Bergmann
- Thomas Bergmann
- Bruno Berloffa
- Dominik Bichler
- Bülent Bilgen
- Heinz Binder
- Christian Bjerg
- Ove Flindt Bjerg
- Wolfgang Breuer
- Jerzy Brzęczek
- Miran Burgič
- Peter Burgstaller

## C
- Marcello Carracedo
- Carvalho
- Castelani
- Harald Cerny
- Stanislav Tsjertsjesov
- Emmanuel Clottey
- Didi Constantini

## D
- Christoph Damm
- Václav Daněk
- Zlatko Dedić
- Walter De Vora
- Martin Dollinger
- Amer Durmic
- Dario Đaković
- Fuad Đulić

## E
- Hannes Eder
- Harald Eder
- Thomas Eder
- Markus Egger
- Hans Eigenstiller
- Mahmoud El Dahab
- Bernhard Erkinger
- Roland Eschelmüller
- Buffy Ettmayer

## F
- Fabiano
- Ferdinand Feldhofer
- Christian Flindt-Bjerg
- Bernhard Foidl
- Sascha Frasz
- Gernot Fraydl
- Alexander Fröschl
- Ronald Fuchs

## G
- Roberto García
- Kurt Garger
- Konrad Gilewicz
- Radoslaw Gilewicz
- Edi Glieder
- Manfred Gombasch
- Néstor Gorosito
- Damir Grabovac
- Andreas Gretschnig
- Alexander Gruber
- Thomas Grumser
- Theo Grüner
- Pascal Grünwald
- René Gsellmann
- Mathias Gstrein
- Akif Güclü
- Rudolf Gussnig
- Sarfo Gyamfi

## H
- Fabian Hafner
- Paul Hafner
- Robert Hanschitz
- Georg Harding
- Reinhold Harrasser
- Jürgen Hartmann
- Christian Hassler
- Matthias Hattenberger
- Roland Hattenberger
- Alexander Hauser
- Marco Hesina
- Josef Hickersberger
- Lukas Hinterseer
- Armin Hobel
- Erwin Hohenwarter
- Andreas Hölzl
- Rainer Hörgl
- Alexander Hörtnagl
- Alfred Hörtnagl
- Rudolf Horvath
- Hugo Hovenkamp
- Peter Hrstic

## I
- Robert Ibertsberger
- Robert Idl
- Besian Idrizaj
- Muhammed Ildiz
- Guillermo Imhoff
- Gordan Irovic
- Andrey Ivanov
- Tomislav Ivković

## J
- Florian Jamnig
- Thomas Janeschitz
- Kurt Jara
- Tino Jessenitschnig
- Patrik Ježek
- Alfred Jirausek
- Hannes Jochum

## K
- Ivica Kalinić
- Markus Kindl
- Roland Kirchler
- Richard Kitzbichler
- Torsten Knabel
- Aleksander Knavs
- Andreas Koch
- Fabian Koch
- Stefan Köck
- Samuel Koejoe
- Marco Köfler
- Walter Kogler
- Christian Köll
- Roland Kollmann
- Václav Koloušek
- Friedrich Koncilia
- Peter Koncilia
- Arnold Koreimann
- Werner Kriess
- Gernot Krinner
- Hans Küppers

## L
- Leo Lainer
- Thomas Lenninger
- Niklas Lercher
- Andrzej Lesiak
- Klaus Lindenberger
- Mattias Lindström
- Manfred Linzmaier
- Werner Löberbauer
- Thomas Löffler
- Helmut Lorenz
- Walter Ludescher

## M
- Florian Mader
- Michael Madl
- Roman Mählich
- Wolfgang Mair
- Stefan Marasek
- Rupert Marko
- Jiří Mašek
- Christian Mayrleb
- Semsudin Mehic
- Carlos Merino
- Gerald Messlender
- Helmut Metzler
- Dennis Mimm
- Mossoró
- Mario Mühlbauer
- Hansi Müller

## O
- Franz Oberacher
- Markus Obernosterer
- Hannes Oberortner
- Walter Obexer
- Ernst Öbster
- Milan Oraze
- Péter Orosz

## P
- Milan Pacanda
- Peter Pacult
- Jürgen Panis
- Željko Pavlović
- Peter Pawlowski
- Christian Peintinger
- Heinz Peischl
- Mathias Perktold
- Olof Persson
- Julius Perstaller
- Bruno Pezzey
- Thomas Pfeiler
- Harald Pichler
- Harald Planer
- Andreas Poiger
- Mario Posch
- Benjamin Pranter
- Boris Prokopič
- Oliver Prudlo
- Peter Pumm

## R
- Herbert Ramsbacher
- Stefan Rapp
- Hans Rebele
- Herbert Rettensteiner
- Günther Rinker
- Alfred Roscher
- Kurt Russ
- Ralf Ruttensteiner

## S
- Szabolcs Sáfár
- Martin Saltuari
- Sandro Samwald
- Souleyman Sané
- Wilfried Sanou
- Ivan Santek
- Mario Sara
- Abdel Sattar Sabry
- Walter Schachner
- Markus Scharrer
- Robert Scheiber
- Andreas Schiener
- Manuel Schmid
- Paul Schneeberger
- Harald Schneider
- Manfred Schneider
- Oliver Schnellrieder
- Christian Schöpf
- Thomas Schrammel
- Marcel Schreter
- Harald Schroll
- Andreas Schrott
- Fabian Schumacher
- Daniel Schütz
- Manfred Schwabl
- Florian Schwarz
- Philipp Schwarz
- Werner Schwarz
- Markus Seelaus
- Christian Seewald
- Attila Sekerlioglu
- Helmut Senekowitsch
- Werner Seubert
- Francis Severeyns
- Ibrahima Sidibe
- Martin Siding
- Thomas Silberberger
- Walter Skocik
- Maciej Śliwowski
- Zoran Smilevski
- Andreas Spielmann
- Roman Stary
- Rudolf Steinbauer
- Gerhard Steinkogler
- Josef Stering
- Mario Stieglmair
- Peter Stöger
- Bojan Stojadinovic
- Heinrich Strasser
- Michael Streiter
- Rudolf Strobl
- Florian Sturm
- Yerwand Sukiasyan
- Martin Švejnoha
- Mathias Svensson

## T
- Rune Tangen
- Filip Tapalovic
- Wolfgang Thaler
- Jess Thorup
- Klaus Tiefenbrunner
- Hans-Georg Tutschek

## U
- Markus Unterrainer

## V
- Karel Vacha
- Jan Verheijen
- Ivica Vulic

## W
- Helmut Wartusch
- Robert Wazinger
- Heinz Weber
- Johannes Wechselberger
- Helmut Weigl
- Emidio Wellington
- Kurt Welzl
- Christopher Wernitznig
- Christoph Westerthaler
- Bernd Windisch
- Christian Winkler
- Ulrich Winkler
- Thomas Winklhofer

## Y
- Ali Yilmaz

## Z
- Werner Zanon
- Ned Zelic
- Marc Ziegler
- Ousseni Zongo
- Marco Zwyssig